# الناواجیا
الناواجیا یک منطقهٔ مسکونی در لیبی است که در بنغازی واقع شده‌است.